# Nadaouiyeh Aïn Askar
Koordinaten: 35° 49′ 0″ N, 39° 25′ 0″ O
Als Nadaouiyeh Aïn Askar oder einfach Nadaouiyeh ist ein altpaläolithischer Fundplatz in Syrien bekannt, der am Rand des Beckens von El Kowm, etwa 90 km nordnordöstlich von Palmyra liegt. Bei den Grabungen wurden 28 Schichten unterschieden, von denen die Schichten 8a-8d besonders gut erhalten sind. Insgesamt barg die Stätte Artefakte und Überreste aus der Zeit zwischen etwa 525.000 und 350.000 vor heute. Zudem lieferte sie als einzige Fundstätte die Grundlagen für eine Chronologie der nördlichen Levante.

## Entdeckung und Ausgrabung, Geologie
Die Fundstätte wurde 1978 von Jacques und Marie-Claire Cauvin entdeckt. Sie verwiesen bereits auf die dortigen Faustkeile. 1980 begann Francis Hours mit einer Sondage, die bestätigte, dass sich dort Artefakte aus dem Paläolithikum befanden. 1985 übernahm Jean-Marie Le Tensorer die Grabungsleitung. Ab 1989 führten die Universität Basel mit Unterstützung privater Sponsoren und die Universität Damaskus eine Grabung durch. Die Abgelegenheit der Gegend und die dünne Besiedlung seit dem Neolithikum hatten die Fundstätte optimal geschützt. Erst im 20. Jahrhundert traten bei Brunnenbauten Artefakte zu Tage.
Die an der Grabungsstelle vorgefundenen Ablagerungen gehen auf durch Wind und einen lokalen See abgelagerte Sedimente zurück, die eine Doline füllten, die wiederum Teil eines weitläufigen Karstsystems ist. Diese Doline war von einem kleinen See gefüllt, der seinen höchsten Pegelstand im Frühjahr erreichte und der von Menschen zu Zeiten relativ niedrigen Pegels aufgesucht wurde.

## Funde und Befunde

### Organische Überreste,Homo erectusund seine Jagdbeute
Es fanden sich neben steinernen Artefakten etwa 10.000 Überreste von Tieren, vor allem von Kamelen, Pferden und Huftieren (bei letzteren fast ausschließlich Gazellen), die sich ausnahmslos als Jagdbeute der sich dort aufhaltenden Menschen identifizieren ließen. In den älteren Schichten, vor allem Schicht 9 (500.000 Jahre alt) sowie 5 und 6 (400.000 Jahre) dominieren Gazellen, zahlenmäßig noch deutlicher in den Schichten 8 a–c bis 8.1 (550.000 bis 400.000 Jahre). Die gejagten Arten waren Gazella gazella, Gazella dorcas und Gazella subgutturosa. Auch fanden sich Überreste zweier Flusspferdarten, vermutlich von Dicerorhinus mercki und Dicerorhinus hemitoechus, die sehr stark abweichende Ansprüche an ihr Habitat stellen, was auf stark schwankende Bedingungen hindeutet.
In Schicht 8 dominierten Camelus dromedarius und möglicherweise Camelus bactrianus. Pferde sind zwar in allen Schichten präsent, doch vor allem in den Schichten 9, bzw. 5 und 6, also in denselben Schichten wie die Kamele. Sicher identifizieren ließ sich Equus hydruntinus, vielfach Europäischer Wildesel genannt. Hinzu kamen Überreste von Bos primigenius, dann eine nicht näher zu spezifizierende Art der Oryxantilopen. Schließlich fanden sich, vor allem wiederum in den Schichten 8a-d und 8.1, Schildkröten der Familie Altwelt-Sumpfschildkröten.
Extrem wenige Überreste von Fleischfressern fanden sich gleichfalls, nämlich von einem Löwen, einer Hyäne (Hyaena hyaena oder Crocuta crocut) sowie von einem Hundeartigen unbekannter Art.
Hinzu kam ein fast vollständiges linkes Scheitelbein aus Schicht 8, das Homo erectus zugeordnet wurde.

### Steingeräte
Die in Nadaouiyeh ausgegrabenen Faustkeile wurden Ausgangspunkt weitgehender Überlegungen zum Kommunikationsverhalten des Homo erectus, denn diese Artefakte waren in den tieferen Schichten von einer hochelaborierten, verfeinerten Bearbeitungsweise gekennzeichnet, die zugleich von großer Einheitlichkeit war. Die höher gelegenen Faustkeile, die jüngeren Exemplare also, waren hingegen eher roh, unregelmäßig und insgesamt von größerer Vielgestaltigkeit geprägt. Damit wurde die Vorstellung, auch wenn absolute Datierungen noch fehlen, von einer kontinuierlichen Verfeinerung obsolet, und es erwiesen sich vor allem die Risiken einer Datierung anhand von Entwicklungsstadien als sehr hoch.
Daher schlug Jean-Marie Le Tensorer 2006 vor, die soziale Rolle des Werkzeugs stärker in den Mittelpunkt zu rücken. Demnach könnten bestimmte Formen, Verfeinerungen und Symmetrien des Faustkeils auf der symbolischen Ebene und für die früheren Gruppen von Menschen eine andere Rolle gespielt haben als in späterer Zeit. Le Tensorer hält es für möglich, dass der Zeitraum, in dem die verfeinerte Bearbeitung aufgegeben wurde, einen Moment der „Entheiligung“ („ésacralisation“) darstelle. Seiner Auffassung nach könnte dessen Bedeutung durch andere Mittel der symbolischen Kommunikation, wie Gestik, Sprache und Ritual, ersetzt worden sein. Dagegen verwies Andrew Douglas Shaw auf die hierin wenig eingeflossene lithische Analyse. Er wandte ein, dass die jüngeren Faustkeile deutlich kleiner seien, ihr Kortex weitgehend vollständig erhalten geblieben sei, was die Ausgangsform kenntlich mache. Hingegen seien die älteren Faustkeile zum einen größer, zum anderen sei der Kortex vollständig entfernt worden. Damit sei die Ausgangsform (blank) eine vollständig andere gewesen, denn die jüngeren Geröllsteine, die diese Ausgangsform dargestellt haben müssen, waren sehr viel kleiner und zwangen den Bearbeitern damit erhebliche Beschränkungen auf. Hingegen konnten die früheren Bewohner auf qualitativ hochwertige Chert- und Flintsteine zurückgreifen. Insgesamt, so Shaw, müssten sowohl kulturelle als auch technologische Voraussetzungen in Rechnung gestellt werden. In jedem Falle müssen die älteren Faustkeile von außerhalb an den kleinen See mitgebracht worden sein, dort wurden einige der Geräte mit weichen Hammerschlägen nachbearbeitet. Schnittspuren an den Knochen von Huftieren, die in derselben Schicht 8 entdeckt wurden, weisen darüber hinaus darauf hin, dass die Werkzeuge in einigen Fällen genau für diesen Zweck nachbearbeitet, man kann sagen geschärft wurden.